# Vi scrivo da un carcere in Grecia
Vi scrivo da un carcere in Grecia (Μέσα από φυλακή σας γράφω στην Ελλάδα) è una raccolta poetica di Alexandros Panagulis pubblicata nel 1974 da Rizzoli Editore.
Il libro raccoglie componimenti scritti da Panagulis durante la sua carcerazione dal 1968 al 1973 sotto la dittatura greca. Le poesie, spesso molto brevi e composte in alcuni casi soltanto da incisive anafore, ricreano la crudezza e la violenza delle carceri in cui i colonnelli imprigionavano gli oppositori politici. 
L'edizione italiana fu curata da Filippo Maria Pontani, Oriana Fallaci e Pier Paolo Pasolini, che scrisse la prefazione. Si scelse inoltre di mantenere il testo greco originale a fronte.
Il libro alla sua pubblicazione ebbe un discreto successo e alcune poesie di Panagulis furono poi musicate da Ennio Morricone nel 1980.